# Дрегану (Вилча)
Дрегану (рум. Drăganu) — село у повіті Вилча в Румунії. Входить до складу комуни Валя-Маре.
Село розташоване на відстані 168 км на захід від Бухареста, 52 км на південний захід від Римніку-Вилчі, 45 км на північ від Крайови.

## Населення
За даними перепису населення 2002 року у селі проживала 721 особа, усі — румуни. Усі жителі села рідною мовою назвали румунську.